# ريه كوندو
ريه كوندو (近藤嶺 كوندو ريه) هو ملحن ياباني ولد في 14 نوفمبر 1982 في أوكازاكي, آيتشي.

## أعماله[4]

### مسلسلات أنمي تلفزيونية
- ليتل باتلرز إكسبيريينس

### أفلام أنمي
- ريزدنت إيفل: دامنيشن (بالتعاون مع شوساكو أوتشياما)
- إينازوما إليفن غو في مواجهة دانبورو سنكي دبل (بالتعاون مع ياسونوري ميتسودا و ناتسومي كاميوكا)

## أعماله في ألعاب الفيديو
- سلسلة ألعاب ليتل باتلرز إكسبيريينس
- سنغوكو باسارا: ساموراي هيروز
- أوكامي
- ديفل ماي كراي 4
- نوستالجيا
- بايونيتا
- لاست ريبيليون
- أوكاميدين
- فاير إمبلم أويكينينغ
- دراغونز دوغما
- ذا وندرفل 101
- ماريو بارتي: آيلاند تور
- بايونيتا 2
- ماريو بارتي 10
- فاير إمبلم فيتس
- ستار فوكس زيرو

## وصلات خارجية
- ريه كوندو على موقع IMDb (الإنجليزية)
- ريه كوندو على موقع ميوزك برينز (الإنجليزية)
- ريه كوندو على موقع أول ميوزيك (الإنجليزية)
- ريه كوندو على موقع ديسكوغز (الإنجليزية)
- ريه كوندو على موقع ديسكوغز (الإنجليزية)